# Mitridatite
La mitridatite è un minerale appartenente al gruppo omonimo.